# Pier Giorgio Frassati
Boldog Pier Giorgio Frassati (Torino, 1901. április 6. – Torino, 1925. július 4.) olasz katolikus szociális aktivista, a Szent Domonkos világi rendjének tagja. A Római katolikus egyház boldoggá avatta. Már egyetemista korától fogva mindig kész volt a karitatív munkára.

## Életrajza
Frassati Torinóban született jómódú család tagjaként, amely egy jelentős liberális újság, a La Stampa, tulajdonosa volt. Apja alapította az újságot, akire agnoszticizmus és ateizmus volt jellemző. Apja aktív volt az ország politikai életében. Társadalmi fontosságának tudatában makacs és erőszakos ember hírében állt. Az Olasz Szenátusban szolgált és később az Olaszország németországi nagykövete lett. Édesanyját a házasságában megélt megannyi csalódás miatt egyetlen vágy fűtötte: minél több időt szentelhessen a festészetnek, amelyben egyetlen vigaszát lelte. A család életét tilalmak sora és a másoktól való elzárkózás jellemezte, az apa hit nélkül élt, az anyai nevelés pedig csupán néhány szabály formális megtartására korlátozódott. Otthonukban fagyos és komor légkör uralkodott, amelyet Pier Giorgio mindvégig nagyon nehezen viselt. Frassati bár átlagos diák volt, diáktársai között ismert volt odaadása és áhítata. Kisfiúként tanulás helyett inkább álmodozott, emiatt apja állandóan szidalmazta, hisz igazgatói székét fiának szánta. Gyakran megalázta Pier Giorgiót rideg és ellenséges megjegyzéseivel. Ostobának nevezte, de közben mindig érezte azt a megmagyarázhatatlan és kellemetlen érzést, amely a tiszta ember jelenlétében fog el minket.
Frassati odaadóan tevékenykedett szociális megmozdulásokban, jótékonysági szervezetekben, imádságban és a közösségben. Részt vett a katolikus ifjúsági életben és diákcsoportokban mint az Imádság Apostoli Küldetése, a Katolikus Akció és tagja volt a domonkos harmadik rendnek. Megfogalmazódott benne a papi hivatás iránti vágy, de édesanyja heves ellenkezésére az elkötelezett világi életet választotta. Gyakran mondta: „A jótékonykodás nem elég, társadalmi reformra van szükség.” Segített megalapítani egy újságot, amelynek Momento volt a neve, s amelynek alapelvei XIII. Leó pápa, Rerum novarum című enciklikáján alapultak. 1918-ban csatlakozott a Páli Szent Vince-társulathoz és sok időt töltött a szegények szolgálatával.
Előkelő családi származása ellenére, Frassati édesapja mértékletes volt és nem adott gyermekeinek túl sok költőpénzt. Pier Giorgio ugyanakkor, a pénzének java részét olyan embereknek adta, akik jobban "rászorultak", mint ő. Gyakran a vonat menetdíját odaadta a szegényeknek és ehelyett gyalogolt vagy harmadosztályon utazott. Szó szerint saját magáról is odaadta a ruhát a szegényeknek, és anélkül pulóver vagy kabát nélkül érkezett vissza, amely még elinduláskor rajta volt.
Egyetemistaként nagyon szerette imádkozni a rózsafüzért, ami náluk otthon a családban hagyomány volt, és miután csatlakoztak a domonkos harmadrendhez, napjában háromszor imádkozták együtt.
Pier Giorgio vidéken élt. Barátaival sokszor mentek hegyet mászni, ez volt a kedvenc sportjuk. Szokásává vált, hogy mielőtt felment a hegyekbe, szentmisén vett részt, visszatérése után pedig meglátogatta az Oltáriszentséget. Rendszeresen megosztották barátaival lelki életüket és vallási élményeiket (sokszor egy kis iróniával "vészmadaraknak" nevezték magukat). Jézus szeretete motiválta tetteiket.
Pier Giorgiót két fontos hatás érte ez időben: a hittudós Karl Rahner családjának vendége volt, illetve nagy hatással volt rá Sonnenschein atya, Berlin Szent Ference. Egyre inkább érezte, hogy helye a szegények mellett van. 1921 végén apostoli munkaként vállalta szolgálatukat.
1922. május 28-án tette le szerzetesi esküjét Szent Domonkos harmadik rendjének tagjaként a torinói Szent Domonkos templomban. Szerzetesi neve Fra Girolamo, amely magyarul Jeromos testvért jelent. Vele együtt még egy barátja tette le a szerzetesi esküt, aki ugyanazt a nevet kapta mint Frassati.
Annak ellenére, hogy a Frassati sok szervezethez tartozott, egyikben sem volt passzív "részvevő"; a feljegyzések mutatják, hogy tevékeny volt és részt vett mindegyikben a tagság feladatait maradéktalanul teljesítve. Erősen antifasiszta volt és nem rejtegette politikai nézeteit. Benito Mussolini vezetésével 1922-ben bevonultak a fasiszták Rómába, és megszerezték a politikai hatalmat. Pier Giorgio Németországban bátran szembeszállt a feketeingesekkel, akik megzavarták a körmeneteket és sértegették a hívőket. Együtt énekelt és fennhangon imádkozott az Olasz Katolikus Egyetemisták szövetségének tagjaival.
Az Egyház szervezte tüntetéseken, Rómában, Frassati ellenállt a rendőri erőszaknak és összegyűjtötte a többi fiatalt azzal, hogy megfogta azt a zászlót, amelyet a rendőrség más kezéből kiütött. Még magasabbra tartotta, miközben a rúddal felfogta a csapásokat. Így segített megvédeni tanulóköre zászlaját, ezért társaival együtt őt is letartóztatták és börtönbe zárták, ahol közösen imádkozták a rózsafüzért. Határozottan tiltakozott a rendőrök embertelen módszerei ellen, és csak akkor árulta el, hogy apja szenátor, miután a rendőrök összeverték, mert igazának tudatában egyedül akarta tisztázni önmagát.
Egyik éjjel egy csoport fasiszta betört családjuk otthonába, hogy megtámadják őket, de Frassati félkézzel elbánt velük és elkergette őket az utcán.Az alapvetően antiklerikális beállítottságú egyetemi légkörben bátran megvallotta hitét, és nagy lelkesedéssel vett részt a katolikus ifjúság kongresszusán. Pier Giorgiót megdöbbentette és elszomorította, hogy általa nagyon tisztelt emberek is szövetségre léptek a fasisztákkal.
Pier Giorgióban a tiszta szívűek öröme ragyogott: folyton bolondozott, szünet nélkül új és új tréfákat eszelt ki. Csoportot szervezett, melynek neve merőben szokatlan, de nagyon jellemző volt: „Gyanús Fickók Társasága”. Fő tevékenységük abból állt, hogy diáktréfákat eszeltek ki, s mindezt az apostolkodás jegyében tették. Varázslatának titka a vidámságban rejlett. A társaságnak nem voltak szabályai, sem rendszeres összejöveteli. Tagjait mágikus erőként fogta össze a jókedv, a nevetés, főleg a vidám kirándulások idején, amikor fiúk és lányok testvéri közösségben vonultak a hegyekbe, nem törődve a torinói polgárok véleményével. Pier Giorgio szívében lángolt az önzetlen barátság szelleme, amely az emberi személyiség mélységes tiszteletéből fakadt. Arra törekedett, hogy mindig a legjobbat vegye észre másokban.
Frassati 1925-ben gyermekbénulás következtében halt meg. A családja számított arra, hogy a temetésen megjelennek Torino elit rétegei és a politikai személyiségek, hogy részvétüket tegyék a temetésen való részvétellel. Arra is számítottak, hogy sok barátja is meg fog jelenni. Meglepődtek, ugyanakkor, mikor meglátták, hogy gyászolók ezrei sorakoznak az utcán, ahogy a halottas menet elhalad. Ennek a sok embernek közvetlenül segített rövidke életében és ők ezért tiszteletet tápláltak iránta. A városi Pollone temető családi kriptájában temették el.

## A szerelmi élete
Élete folyamán Pier Giorgio sok női baráttal rendelkezett. Közülük a legkedvesebb számára Laura Hidalgo kisasszony volt. Nem nevezhető a barátnőjének, mert hivatalosan sohasem voltak randevún. A kor szokásai egészen mások voltak és Pier Giorgionak, gazdag, magas rangú család tagjaként, először szülei jóváhagyását kellett megkapnia a fiatal hölggyel való kapcsolat megkezdése előtt.
Lánytestvérének, Lucianának, írt leveleiből és írásaiból egyértelműen tudjuk, hogy Pier Giorgio erősen szerelmes volt Laurába. Ennek ellenére tudta, hogy édesanyja ellenzi a Laurával való kapcsolatot. Valószínűleg azért, mert nem ugyanabból a társadalmi helyzetből származott mint ők, és mert nem tudta az édesanyja fia szerelmét Laura iránt. Pier Giorgio egy fájdalmas döntést hozott és feláldozta Laura iránti szerelmét és nem folytatta a kapcsolatot. A szíve összetört.
1924. december 18-án Luciana írt egy levelet jegyesének, amelyben megemlíti Pier Giorgio helyzetét: „Tegnap este eljött hozzám nagy fekete szemeivel és elmondta, hogy szerelmes egy lányba, akit ismerek...”
1924. december 28-án Pier Giorgio levelet írt szívfájdalmáról barátjának, Isodoro Bonininek: „Épp Italo Mario Angeloni regényét olvasom, a Ho Amato Cosit, amelynek első részében egy andalúziai hölgy iránt érzett szerelméről ír, és higgy nekem, eltöltenek az érzések, mert olyan ez mint az én szerelmemnek a története. Én is szerettem így, viszont a regényben az andalúziai lány hoz áldozatot, de az én esetemben én vagyok az áldozat, mert ez Isten akarata.”

## A szegények szolgálata
Tízéves lehetett, amikor először találkozott az emberi nyomorúsággal és a szegénységgel. A megdöbbentő élmény nyomán elhatározta, hogy harcolni fog ellene: összetörte perselyét, hogy a benne lévő filléreket újévi ajándékként odaadhassa a szegényeknek, ezüstpapírt és bélyegeket gyűjtött a misszionáriusok számára.
Sokszor kellett futnia, hogy időben hazaérjen az ebédre, mert otthonában törvény volt a pontosság és a mértékletesség. Barátai gyakran kérdezték, miért utazik harmadosztályon, mire ő nevetve azt válaszolta: - „Mert nincs „negyedik-osztály”.
Egyszer, amikor még kisgyerek volt, egy szegény asszony kopogott be hozzájuk alamizsnát kérni a gyermekével. Pier Giorgio nyitott ajtót, és amikor meglátta, hogy a kisfiú mezítláb van, odaadta neki a saját cipőjét.
Amikor leérettségizett, édesapja megkérdezte tőle, hogy mit szeretne érettségi ajándékként: pénzt vagy autót. Ő a pénzt választotta, és odaadta a szegényeknek.
Édesapja Berlinben volt olasz nagykövet. Pier Giorgio a fogadások után összeszedte a virágokat, és kicipelte a temetőbe, hogy a szegények sírjait díszítse velük. Mindenét a szegényeknek adta, még azt is, amit a nagykövetség asztaláról el tudott emelni.
A berlini olasz nagykövetségen egy német riporter nagy tisztelettel így írt róla: "Egy éjjel, amikor mínusz 20 fok volt, odaadta télikabátját egy szegény öregembernek, aki didergett a nagy hidegben. Amikor az apja megszidta, egyszerűen így válaszolt neki: „De hát apa, hisz hideg volt."

## Tisztelete
A szegények kérelmet nyújtottak be Torino érsekének, hogy elkezdődhessen Frassati boldoggá avatási eljárása. A folyamat 1932-ben kezdődött el és megkezdődött életének részletes vizsgálata. 1989-ben II. János Pál pápa meglátogatta sírhelyét és tiszteletét tette, a nyolc boldogság emberének nevezte őt.

1990. május 20-án II. János Pál pápa avatta boldoggá a következő szavakkal: 

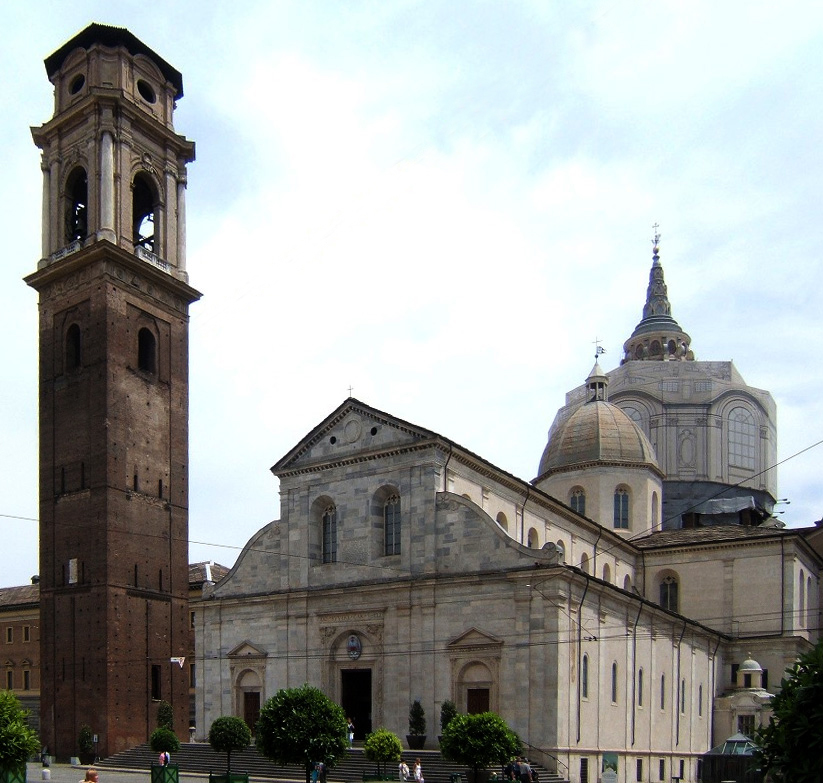
Pier Giorgio Frassati jelenlegi nyughelye. Itt található a híres Torinói lepel is.

„Az igaz, hogy a modern és tevékeny fiatalember, Pier Giorgo Frassati életében első pillantásra nincsen semmi rendkívüli. De talán éppen ebben rejlik életszentségének eredetisége, talán éppen ezért találjuk vonzónak. Érdemes ezen elgondolkodnunk. A hit és a mindennapi események harmonikusan összeillettek benne, úgy annyira, hogy az Evangélium szelleméhez való ragaszkodása a szegények és a szükséget szenvedők iránti szeretetteljes figyelem formájában öltött testet személyében. A szépség és a művészetek iránti érzéke, a sport és a hegyek rajongó szeretete nem zavarta meg Istennel való állandó kapcsolatát. Földi életét a következőképpen lehetne jellemezni: személyiségével teljesen elmerült az Isten titkában, elköteleződött a felebarát állandó szolgálatára. Keresztényi világi hivatását a különböző közösségi és politikai elkötelezettségek révén élte meg egy forrongó, közömbös, vagy még rosszabb esetben az Egyházzal szembeforduló társadalomban… élete mutatja, mennyire boldog az, aki Krisztus lelkületével, a nyolc boldogság szellemében él. Csak a nyolc boldogság embere tud békét és szeretetet adni másoknak… Tanúságot tesz arról, hogy az életszentség mindenki számára elérhető, és csak a szeretet forradalma képes felszítani az emberek szívét, a jobb jövő reménységét.”
Ezután Frassati testét a családi kriptából átszállították a torinói Keresztelő Szent János dómba, hogy újratemessék. Itt teheti tiszteletét a közönség.
Frassati emléknapját július 4-én ünnepli a Domonkos-rend.
Frassati nevét kapta a Frassati Katolikus Akadémia Waucondában, Illinois államban. Ez egy középiskola, amelyet Chicago egyházmegye alapított 2010-ben. 2013 augusztusában nyílik a Frassati Katolikus Középiskola Houston(TX) városában, az Egyesült Államokban.
A Boldog Pier Giorgio Frassati Katolikus Iskola 2013. szeptember 3-án nyílik meg Kanadában.
Az oklahomai McGuiness Püspök Középiskola "Boldog Pier Giorgio Frassati-díjjal" jutalmazza azokat a diákokat, akik kiemelkedő teljesítményt nyújtanak mások szolgálatában.

## Fordítás
- Ez a szócikk részben vagy egészben  a   Pier Giorgio Frassati című angol Wikipédia-szócikk ezen változatának fordításán alapul.  Az eredeti cikk szerkesztőit annak laptörténete sorolja fel. Ez a jelzés csupán a megfogalmazás eredetét és a szerzői jogokat jelzi, nem szolgál a cikkben szereplő információk forrásmegjelöléseként.